# جامعة سري
جامعة سري (بالإنجليزية: University of Surrey)‏ هي إحدى الجامعات البريطانية في مدينة سري في غلدفورد جنوب لندن. حصلت الجامعة على الميثاق الملكي في التاسع من أيلول في عام 1966. كانت تعرف الجامعة حين كان موقعها في ميدان بترسي في جنوب غرب لندن باسم كلية بترسي للتكنولوجيا وكان ذلك قبل أن تصبح جامعة معتمدة، وتعود جذور هذه الكلية إلى معهد بترسي للعلوم التقنية الذي تأسس في العام 1891 لتقديم التعليم العالي للطبقات الفقيرة في مدينة لندن.

## حرم الجامعة
انتقلت الجامعة في العام 1968 إلى موقع جديد في منطقة سري قرب كاتدرائية جيلدفرد. كما كان هنالك موقع آخر تبلغ مساحته 90 هكتاراً ويتبع للجامعة ولكنه لم يتم استغلاله وتطويره حتى العام 2005. ويبعد حرم الجامعة الجديد في ساحة مانور، وهو حرم مصمم على طراز قرية خالية من السيارات، مسافة 1,6 كم عن حرم الجامعة الذي يقع قرب الكاتدرائية، وهو يشتمل على المباني السكنية التي يقطن فيها الطلاب وأعضاء الهيئة التدريسية، بالإضافة إلى بعض مراكز البحث والتدريس والقاعات الرياضية، بالإضافة إلى مقر عمل إذاعة البي بي سي في منطقة سري وشمال شرق هامبشير.
وحصلت الجامعة على إذن في شهر تشرين الثاني من العام 2007 لتأسيس مركز سري لحوار الأديان، وهو المبنى الأول من نوعه في بريطانيا الذي يشتمل على كنيس لليهود، ومصلى للمسلمين وكنيسة صغيرة للمسيحيين، كل ذلك تحت سقف واحد.
وبدأت الجامعة في تموز 2008 ببناء مركز رياضي ضخم تبلغ كلفته 35 مليون جنيه إسترليني.

## الأعلام
- ألف آدمز مخترع نوع متطور من الليزر
- جيم الخليلي عالم فيزياء بارز في الإعلام
- نايجل غيلبرت مبتدع نموذج مبني على العملاء (agents) في علم الاجتماع

## مراكز متعلقة
- مركز سري الفضائي

## المعايير الأكاديمية
البحث العلمي
تقوم الجامعة بأبحاث مكثفة حول بعض الأقمار الصناعية وذلك من خلال مركز سري للأبحاث الفضائية, كما تعد الجامعة من بين أفضل الجامعات البريطانية في مجال علم الاجتماع, والهندسة الإلكترونية. كما تتميز الجامعة في مجال علم النفس والفيزياء والرياضيات التطبيقية. بالإضافة إلى أن الجامعة عضو في مجموعة 1994 لجامعات البحثية الصغيرة في بريطانيا.
وقد حلت الجامعة في المرتبة 22 وطنياً في تصنيف لصحيفة الجارديان للعام 2009, أما مجلة التايمز فوضعت الجامعة في المرتبة 39. أما من ناحية المواضيع الأكاديمية، فقد حل تخصص علم التغذية في المرتبة الأولى في بريطانيا، أما تخصص علم الاجتماع في جامعة سري فقد حل في المرتبة الثانية بعد جامعة كامبردج. أما على المستوى العالمي فقد حلت جامعة سري في المرتبة 190 حسب تصنيف للتايمز في العام 2007.

## معرض صور

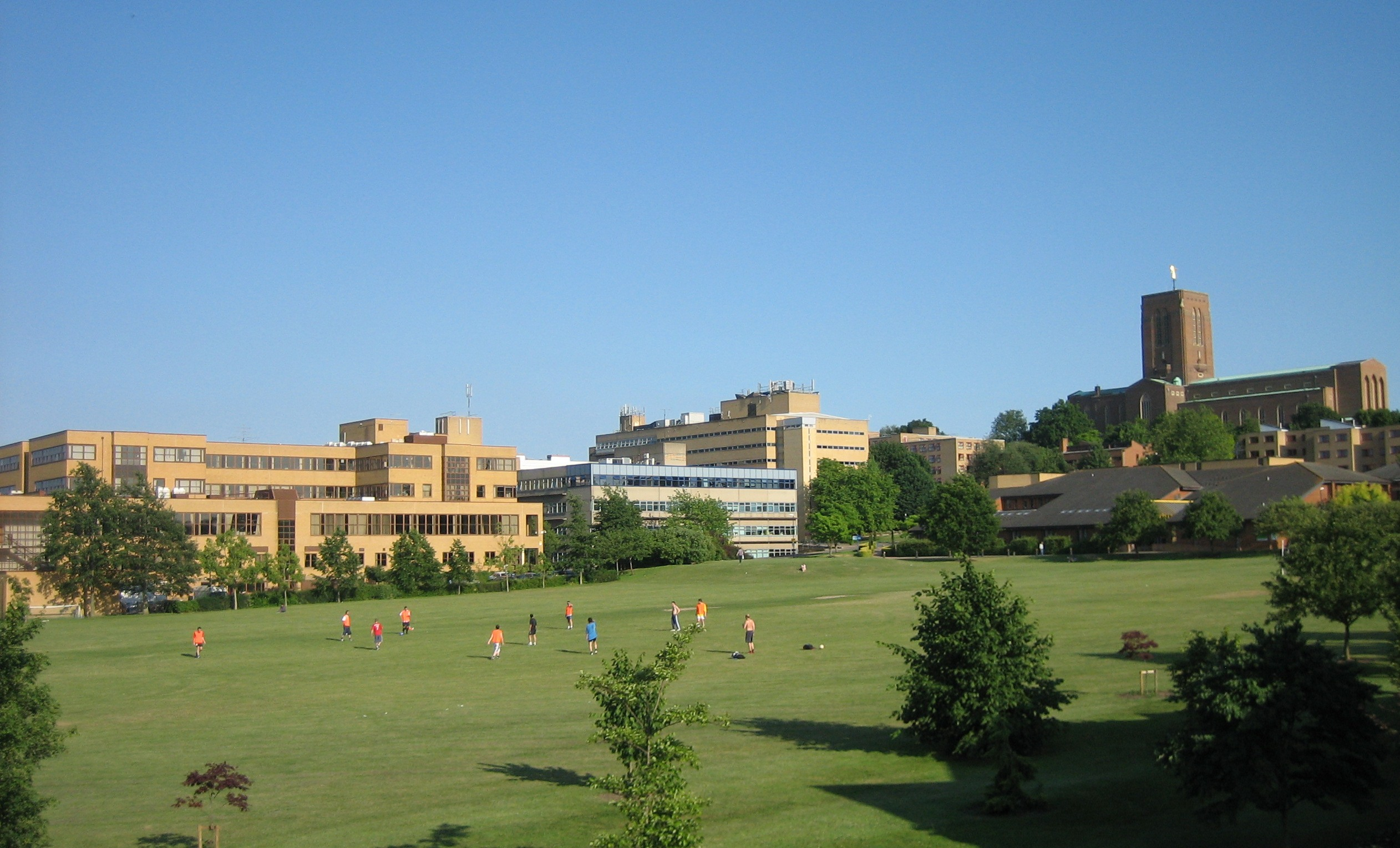
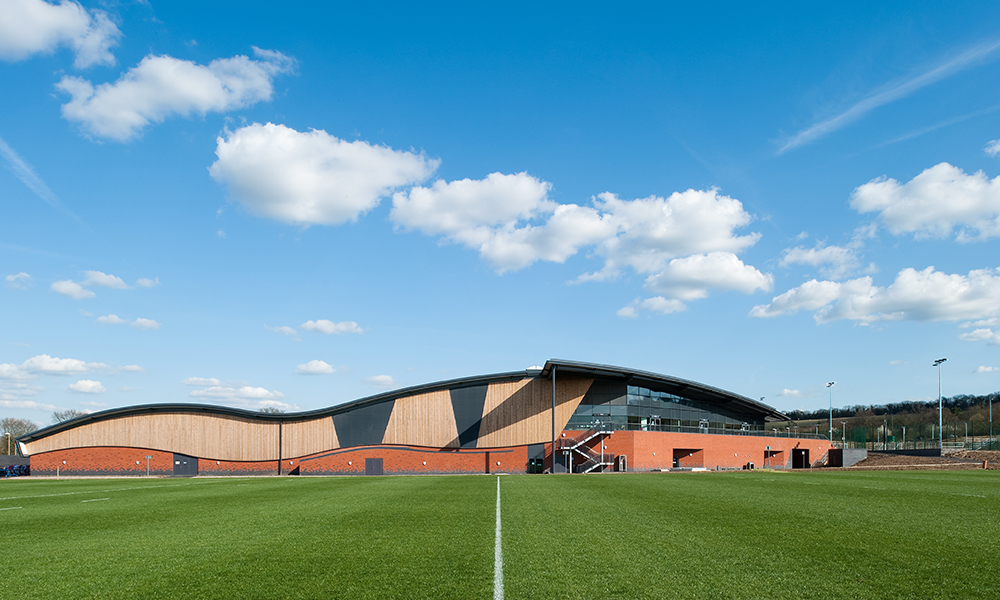
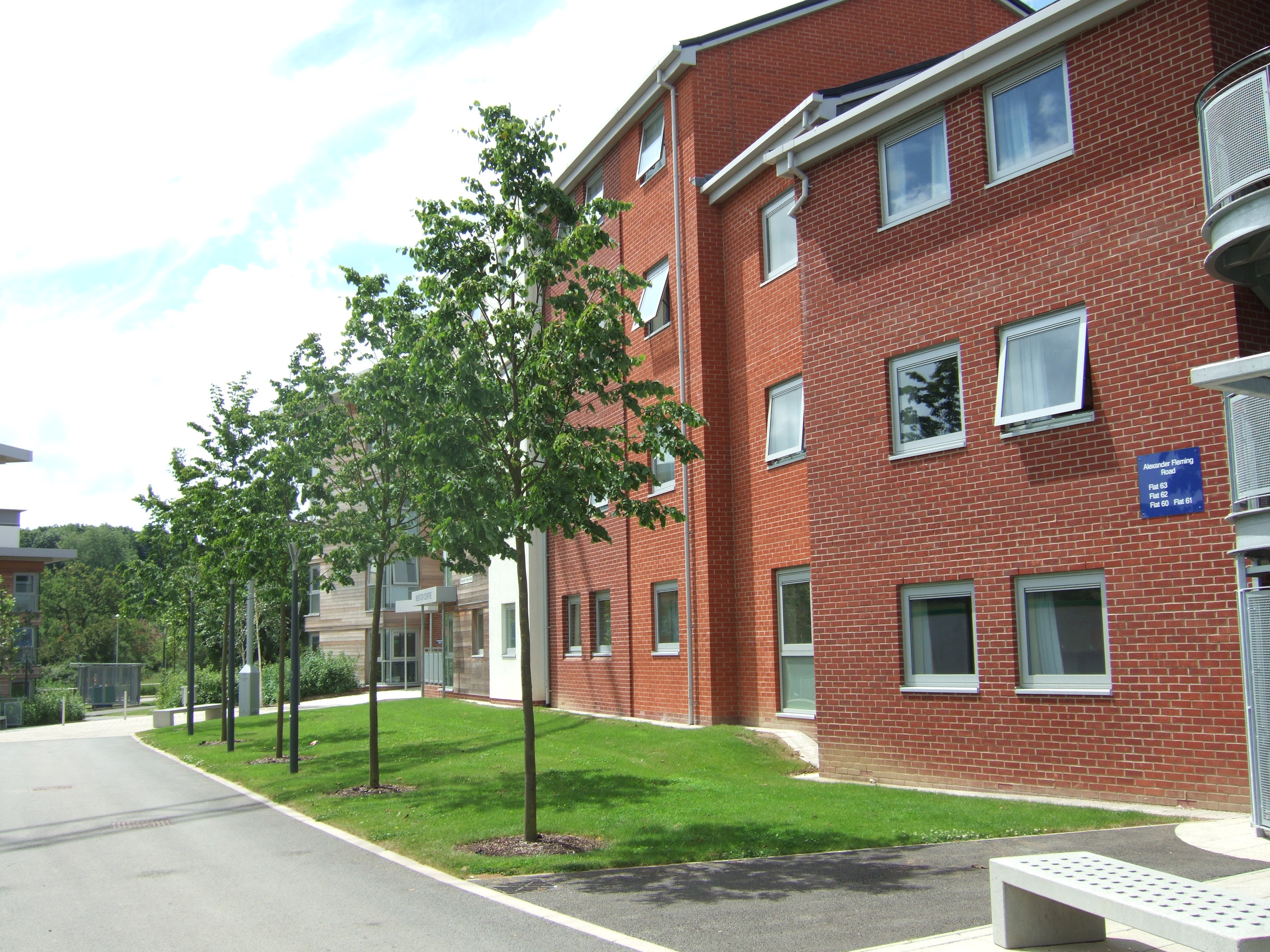

## وصلات خارجية
- الموقع الرسمي للجامعة